# BMP-1
BMP-1 är ett amfibiskt pansarskyttefordon utvecklat i Sovjetunionen. Vagnen sågs först offentligt år 1967 och var vid denna tidpunkt det mest kraftfulla pansarskyttefordonet i världen. Medan pansarskyttefordon från andra länder var beväpnade med tunga kulsprutor och 20 mm automatkanoner hade BMP-1 en 73 mm slätborrad kanon och en 9M14 Maljutka pansarvärnsrobot. Detta kom att inspirera världen till att kopiera idén vilket ledde till vad vi i modern tid kallar stridsfordon, en grövre variant av pansarskyttefordon. Några exempel är bland annat fordon som M2 Bradley och Stridsfordon 90.
BMP-1 kom även att brukas i Sverige under beteckningen pansarbandvagn 501, kort pbv 501 och agerade övergångsfordon mellan pansarbandvagn 302 och stridsfordon 90.

## Historia
BMP-1 utvecklades i början av 1960-talet i dåvarande Sovjetunionen. Den militära ledningen där ansåg att ett framtida krig förmodligen skulle utkämpas med massförstörelsevapen och ett fordon som kunde transportera soldater säkert krävdes. Vagnen började produceras under år 1966 under beteckningen Objekt 765 Sp1, och kom att ersätta äldre fordon som BTR-152 och BTR-60 i Röda armén. År 1969 ersattes vagnen av en uppdaterad och tyngre vagn. Ytterligare två uppdaterade versioner av vagnen kom att byggas innan produktionen lades ner år 1983. Totalt byggdes runt 20 000 BMP-1 i Sovjetunionen. Vagnen kom även att byggas under licens i flera länder, som Tjeckoslovakien, Rumänien och Indien. Kina har en egen version av BMP-1 i sin armé kallad Typ-86 och har producerat över 3 000 av dessa.

## Besättning
Besättningen består av skytt och förare samt vagnchef. Längst fram till vänster i vagnen sitter föraren. Bakom honom, i jämnhöjd med tornet sitter vagnchefen.

## Transport
Vagnen kan transportera sex soldater. Soldaterna kan göra avsittning längst bak genom två stora dörrar. Takluckor finns där soldaterna kan strida ifrån och även fyra små skottgluggar på vardera sidan och en i den vänstra bakdörren. Vagnen är amfibisk, och kan genom ett enkelt handgrepp av föraren köras i vatten inom tio sekunder.

## Beväpning
I tornet sitter skytten. Han manövrerar en 73 mm lågtryckskanon med parallellkopplad kulspruta. Kanonen kan skjuta fenstabiliserade pansarsprängraketer med en effektiv räckvidd på cirka 800–1000 meter samt sprängraketer. Tornet kan vridas 360° och kanonen går att dumpa -4° och elevera +33°.

## Användning i Sverige

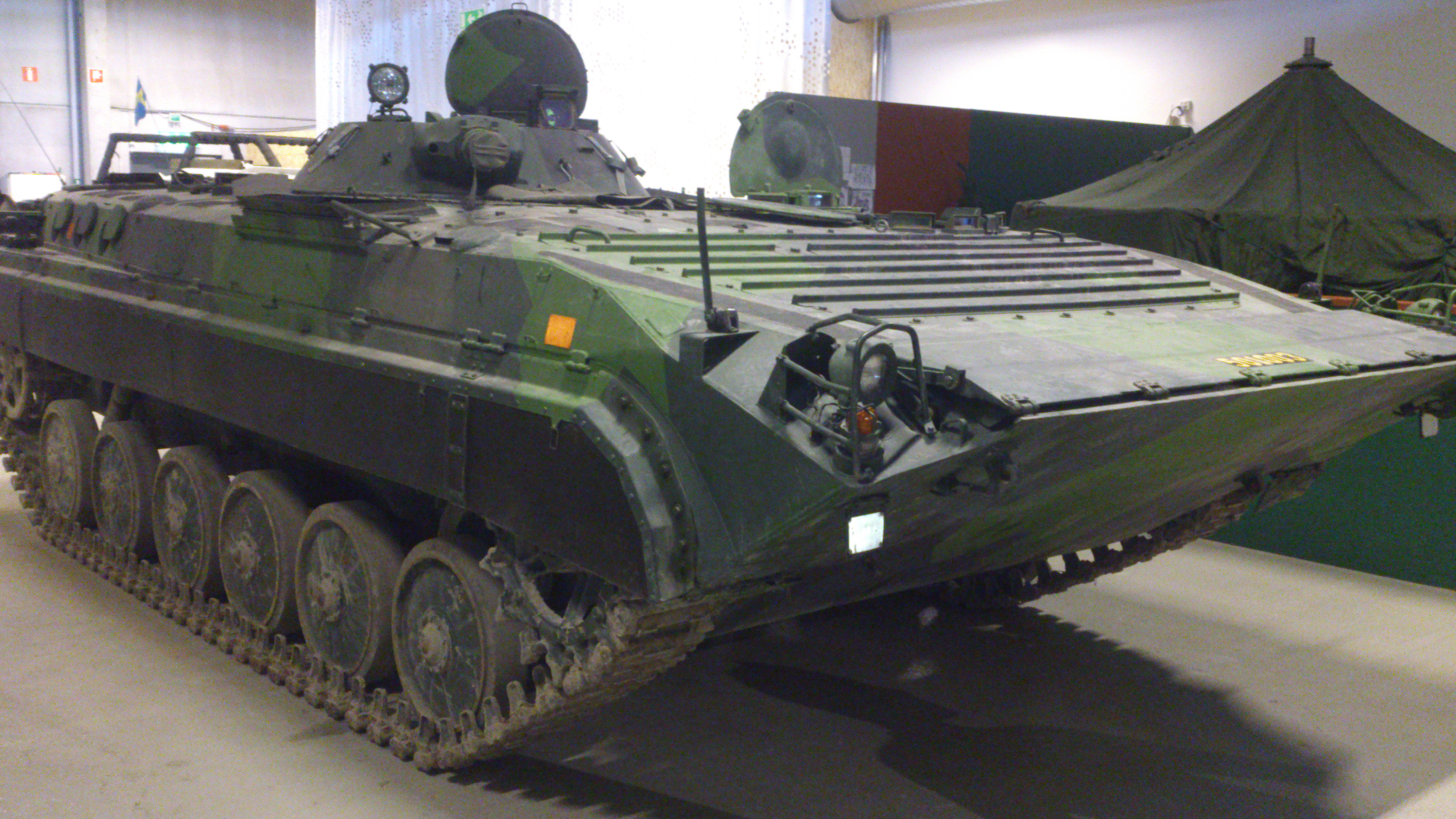
Pbv 501 målad i trefärgskamouflage.

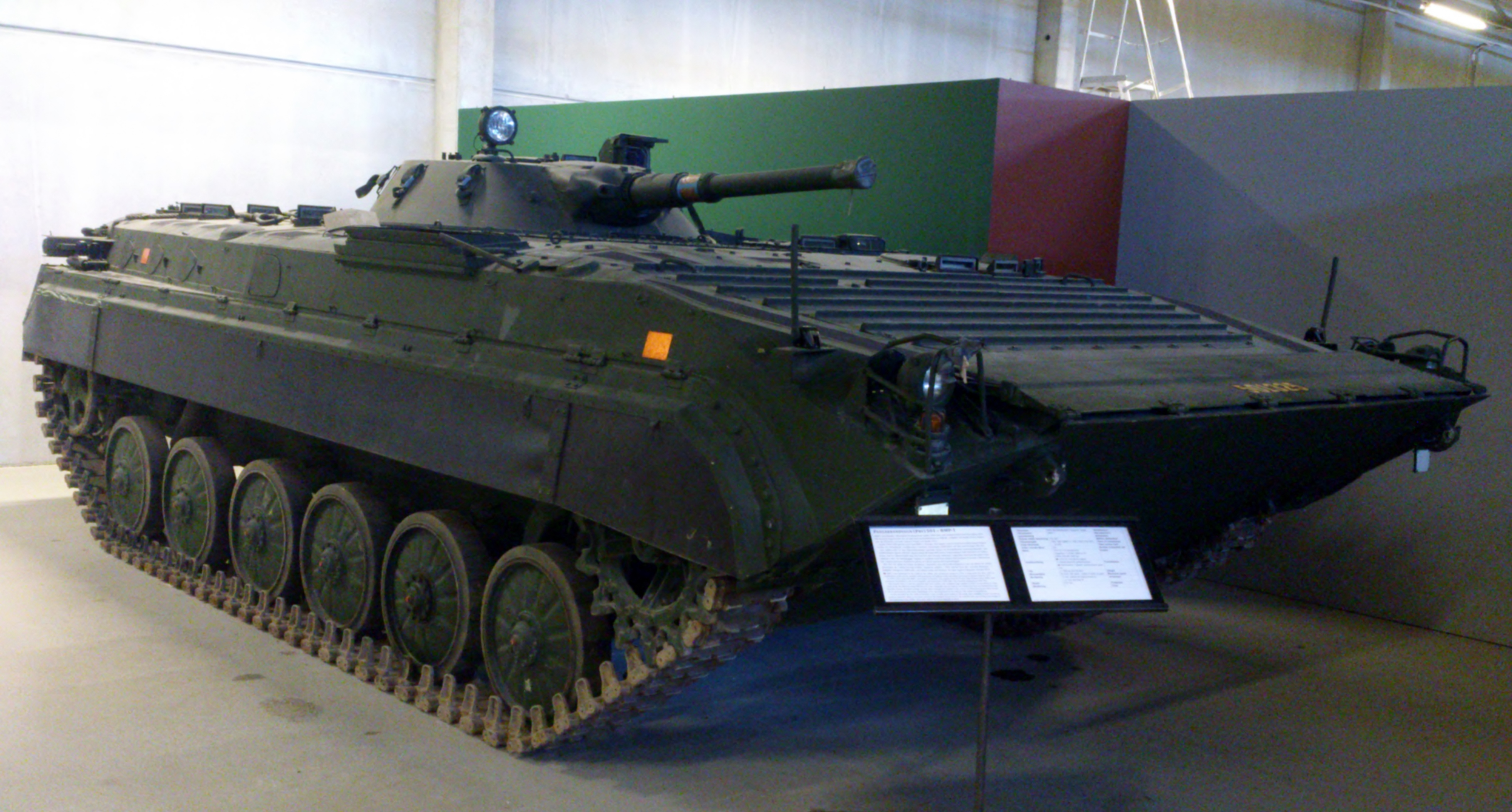
Pbv 501 målad i enfärgskamouflage. Från Försvarsfordonsmuseet Arsenalen år 2012.

I försvarsbeslutet 1992 beslutades och budgeterades modifiering av Stridsvagn 102, till en ny version benämnd Stridsvagn 105. I samma försvarsbeslut hade det även avsatts ekonomiska medel till att mekanisera infanteribrigaderna, vilket innebar att bland annat Sverige köpte 609 splitterskyddade trupptransportvagnar av typ MT-LB (Pbv 401) från forna Östtyskland. År 1993 föreslog Armén att ytterligare vagnar skulle köpas från Tyskland, då man inte ansåg att de redan inköpta 609 vagnarna var tillräckligt för att fylla upp infanteribrigaderna. Armén föreslog BMP-1 som alternativ. Fem vagnar upphandlades och testades. Arméns infanteri- och kavallericentrum testade fyra vagnar grundligt över hela Sverige, och Försvarets materielverk utförde skjutförsök vid Försvarets Försöksplats Karlsborg.
I samband med att dåvarande försvarsminister Anders Björck gjorde ett besök i Tyskland sommaren 1994, erbjöds svenska staten till ett ytterst lågt pris att leasa 160 begagnade stridsvagnar. Stridsvagnen som Sverige erbjöds var Leopard 2 A4. I juni samma år beslutade Regeringen Bildt stryka modifieringen av Stridsvagn 102. Det skapade ett ekonomiskt utrymme till att skynda på processen med att mekanisera infanteriet genom att till en billig penning leasa stridsfordonet BMP-1.
Den 2 september 1994 ingick Sverige ett avtal med Tyskland, om att leasa 160 stridsvagnar under en tioårsperiod, samt att 433 stridsfordon köptes. Av de 433 vagnarna kom 83 vagnar att användas som reservdelsobjekt, till de återstående 350 vagnarna som planerades att ingå i krigsorganisationen. Kostnaden för de 433 vagnarna, vilka var av varianterna BMP-1 SP-2, BMP-1P och BMP-1A1, har på senare tid uppgetts till 30 miljoner kronor.
De vagnar som köptes var av stort behov av renovering på grund av att många av dem stått utomhus utan skydd, vilket medförde att många var vattenfyllda och svårt rostangripna. Uppdraget att modifiera och renovera de 350 vagnarna gick efter en konkurrensutsatt upphandling till tjeckiska företaget VOP 026 i Šternberk. Kostnaden för modifieringen har i efterhand uppskattats till cirka 500 miljoner kronor. I den anpassningen som gjordes för att möta de svenska kraven, togs bland annat pansarvärnsrobot Sagger AT-3 bort, och fästen och laddningslucka togs bort från chassit. Av säkerhetsskäl togs även automatladdningen till kanonen bort. Vidare ersattes sidoplåtarna mot liknande i gummi. Ammunitionen till kanonen var en fenstabiliserad pansarsprängraket av typ PG-9. Den blev aldrig godkänd att användas i Sverige, då det bland annat krävdes en extra säkring. Istället konverterades ett mindre parti av ammunitionen till övningsammunition. Efter att det slutgiltiga utförandet fastställdes år 1996, började de första leveranserna samma år från Šternberk i Tjeckien till Hallsberg. Leveranserna pågick med 12 vagnar i månaden fram till slutet av år 2001. Vid leverans var vagnarna målade i en grön-grå färg. De vagnar som kom ut på förband, målades i regel om till trefärgskamouflage.
I Sverige fick BMP-1 beteckningen Pansarbandvagn 501 (Pbv 501). Detta efter ordningsföljden efter Pbv 301 och Pbv 401. Från början var vagnen tänkt att placeras i Norrland vid Norrlandsbrigaderna. Men på grund av den dåliga framkomligheten BMP-1 har i snö, kom samtliga vagnar istället att placeras vid infanteribrigaderna, där de bytte plats med Pbv 401. Av de 350 vagnarna kom endast 120 ut på förbanden, resterande 230 vagnarna förrådsställdes direkt. Främst användes Hammar som förrådsplats. Men de förrådsställdes även i Dammenlägret på Villingsbergs skjutfält, Askersund, Zinkgruvan och Östansjö i södra Närke.
Genom försvarsbeslutet 2000 avvecklades bland annat infanteribrigaderna sommaren år 2000, vilka beväpnats med Pbv 501 trots att samtliga vagnar vid denna tidpunkt inte var färdiglevererade. Det stod klart att Pbv 501 nu var överflödig, och saknade en roll i Försvarsmaktens nya organisation. Vissa tankar fanns på att organisera insatsförband beväpnade med Stridsvagn 121 och Pansarbandvagn 501. Men istället togs år 2005 beslutet att 335 vagnar skulle säljas.
I december 2008 köpte det tjeckiska statliga företaget VOP-026, 335 vagnar med tillhörande utrustning och reservdelar. VOP-026 var det företag som en gång renoverat vagnarna. Vid köpet övertog Tjeckien det avtal Sverige hade med Tyskland, som slutanvändare av Pbv 501. Det vill säga det avtal om att man var den slutliga användaren av produkten. Syftet med Tjeckiens köp angavs vara att landet skulle modernisera sin egen vagnpark av BMP-1.
Efter affären framkom att det tjeckiska privata företaget Excalibur var den verkliga köparen, och tjeckiska staten endast var mellanhand. I mars 2015 framkom det i media att Excalibur sålt 250 vagnar till Irak. Och tyska staten, som var ursprungsland för dessa vagnar, hade redan i oktober 2009 godkänt vidareförsäljningen, en vidareförsäljning som Tjeckien redan planerat vid köpet från Sverige. Dock användes den tjeckiska staten som mellanhand, då man antog att Regeringen Reinfeldt (och senare Regeringen Löfven I) hade sagt nej till vapenexport till Irak. Och att det skulle vara enklare att få tillstånd av Tyskland till en vidareförsäljning, då Tyskland godkänner vapenexport till många fler länder än Sverige tillåter. Kvar i Sverige finns ett antal vagnar på olika museer, bland annat på Försvarsfordonsmuseet Arsenalen samt en gate guard vid Markstridsskolan i Kvarn vid Prästtomta skjutfält. Den 1 april 2022 uppgavs det att den tyska regeringen godkänt en vidareförsäljning av 56 vagnar från Tjeckien till Ukraina, det som ett stöd till Ukraina för Rysslands invasion av Ukraina 2022.

### Pbv 501 på förband
Pbv 501-kompanier utbildades vid:
- Värmlandsbrigaden (IB 2) i Kristinehamn
- Livgrenadjärbrigaden (IB 4) i Linköping
- Smålandsbrigaden (IB 12) i Eksjö
- Hallandsbrigaden (IB 16) i Halmstad
- Grenadjärbataljonen i Borensberg.